# Dendrobates nubeculosus
Dendrobates nubeculosus är en groddjursart som beskrevs av Karl-Heinz Jungfer och Böhme 2004. Dendrobates nubeculosus ingår i släktet Dendrobates och familjen pilgiftsgrodor. IUCN kategoriserar arten globalt som otillräckligt studerad. Inga underarter finns listade i Catalogue of Life.